# Déu que sustenta
Déu que sustenta és la concepció de Déu que sosté i té cura de tot el que existeix.
En l'islam, Al Qayyum de vegades convertit en "El que sustenta" és un dels noranta-nou noms de Déu. En el protestantisme als Estats Units, concretament en la litúrgia baptista, Creator, Sustainer, Redeemer és una "frase comuna".

## Teologia cristiana
En la teologia cristiana, aquesta concepció descrita està recolzada per les següents referències bíbliques i deuterocanòniques:
- Saviesa:[1] És que estimes tot el que existeix i no et repugna res del que has creat, ja que no has fet res sense estimar-ho. Què podria subsistir si tu no ho volguessis? Què es podria mantenir si no ho haguessis cridat a l'existència? Tractes amb gran mirament totes les coses, perquè totes són teves, Senyor que estimes la vida.
- Joan:[2] El meu Pare continua treballant, i jo també treballo.
- Fets:"[3]Perquè en ell vivim, ens movem i som". Com han dit alguns dels vostres propis poetes: "Som la seva descendència".
- Hebreus:.[4]ell sosté l'univers amb el poder de la seva paraula i ara, acabada l'obra de purificació dels pecats, s'ha assegut a les altures, a la dreta de la majestat divina.
- Colossencs:[5] Ell és abans de totes les coses, i totes les coses es mantenen en ell.[6]

A més, hi ha altres llocs rellevants en la literatura cristiana doctrinal, per exemple:
- Sant Agustí comenta Joan 5,17: Creguem, doncs, que Déu obra constantment, perquè totes les coses creades es perdrien, si la seva obra fos retirada.
- El Catecisme de l'Església Catòlica, diu al paràgraf 301: Feta la creació, Déu no abandona la seva criatura a ella mateixa. No s'acontenta de donar-li l'ésser i l'existència: la conserva a cada moment en l'ésser, li dona la força d'actuar i la condueix al seu terme. Reconèixer aquesta dependència completa amb referència al nostre Creador és una font de saviesa i de llibertat, d'alegria i de confiança.